# Amália Luazes
Amália Luazes (Oporto, 2 de junio de 1865 — Lisboa, 24 de diciembre de 1938) fue una pedagoga, escritora portuguesa.

## Biografía
Luazes se formó en la Escuela Normal de Oporto. Luego, enseñó en diversas localidades como Valença do Minho, Sacavém, Oeiras, y en Lisboa. En 1916, fundó el Instituto Oficial del Profesorado de Primaria de Portugal.

## Algunas publicaciones
- Método Legográfico Luazes
- Contos para os Nossos Netos
- A Escola da Vida
- Leituras Instrutivas

## Reconocimientos
- Medalla de plata en las Exposiciones de Barcelona y de Río de Janeiro[1]